# Střítež (district de Český Krumlov)
Pour les articles homonymes, voir Střítež.
Střítež (en allemand : Tritesch ou Zitesch) est une commune du district de Český Krumlov, dans la région de Bohême-du-Sud, en République tchèque. Sa population s'élevait à 428 habitants en 2020.

## Géographie
Střítež se trouve à 7 km au nord-ouest de Kaplice, à 10 km au sud-est de Český Krumlov, à 23 km au sud-sud-ouest de České Budějovice et à 145 km au sud de Prague.
La commune est limitée par Netřebice au nord, par Kaplice à l'est, par Omlenice au sud, et par Rožmitál na Šumavě et Věžovatá Pláně à l'ouest.

## Histoire
La première mention écrite du village date de 1358.